# BABEL, BABEL
『BABEL, BABEL』（バベル バベル）は、GRAPEVINEの14枚目のアルバムである。2016年2月3日にSPEEDSTAR RECORDSより発売された。

## 概要
- 前作『Burning tree』より約1年振りとなるアルバム。
- 全11曲収録。そのうち4曲は高野寛をプロデューサーに迎え、製作された。
- 前作同様、初回限定盤と通常盤の2種類でのリリースとなり、初回限定盤には「EAST OF THE SUN」「EVIL EYE」のPVと、「VIDEOVINE Vol.4」が収録されたDVDが付いている。
- 同年4月13日には、アナログ盤がリリースされた[1]。バンド名義でアルバムのアナログ盤をリリースするのは『Here』以来16年ぶりとなった。

## 収録曲
1. EAST OF THE SUN
作詞：田中和将、作曲：亀井亨、プロデュース：高野寛
27thシングル。
2. Golden Dawn
作詞：田中和将、作曲：GRAPEVINE
アルバム発売に先駆け、2016年1月20日に7インチ・アナログ盤シングル『SPF/Golden Dawn』としてリリースされた。
3. SPF
作詞：田中和将、作曲：亀井亨、プロデュース：高野寛
PVが製作されている（監督：Kento Yamada）[2]。
アルバム発売に先駆け、2016年1月20日に7インチ・アナログ盤シングル『SPF/Golden Dawn』としてリリースされた。
4. Heavenly
作詞：田中和将、作曲：GRAPEVINE
5. BABEL
作詞：田中和将、作曲：GRAPEVINE
6. EVIL EYE
作詞：田中和将、作曲：GRAPEVINE
配信限定シングル。
7. Faithful
作詞：田中和将、作曲：亀井亨
8. Scarlet A
作詞：田中和将、作曲：亀井亨、プロデュース：高野寛
9. HESO
作詞：田中和将、作曲：GRAPEVINE
10. UNOMI
作詞：田中和将、作曲：亀井亨、プロデュース：高野寛
27thシングル。
11. TOKAKU
作詞：田中和将、作曲：GRAPEVINE

### DVD（初回盤限定）
「EAST OF THE SUN」Music Video

「EVIL EYE」Music Video

「VIDEOVINE Vol.4」BEERVINE SPECIAL